# مكتبة الصفا للفنون والتصميم
مكتبة الصفا للفنون والتصميم، هي أحد أهم المكتبات الغير تقليدية، التي تقع في إمارة دُبي في الإمارات العربية المتحدة في شارع الوصل جميرا3، حيث كان الهدف من إنشاء هذه المكتبة هو عملية عكس الأهداف العامة لمكتبة دبي العامة، وإبراز الرؤية العظيمة الثقافية لإمارة دبي، فهي تقوم على احتضان الإبداع والمواهب الفريدة من نوعها وتشجيعها على تطوير مهاراتها في الفن والتصميم.

## نبذة عامة
أكثر شيء يميز مكتبة الصفا هو الفن المعاصر الظاهر في عمارتها وتصميمها الداخلي الحديث، فالبناء الخارجي لها يتكون من نوافذ زجاجية الممتدة من الأرضية حتى السقف وتطل على مساحات خضراء ومناظر طبيعية تضيف جمالية خاصة للمكتبة، وتحتوي هذه المكتبة على آلاف الكتب والمراجع والمواد العلمية المتخصصة في مجالات الفنون والتصميم؛ بما في ذلك الفنون الجميلة، فنون الأداء والموسيقى، العمارة، فن الخط العربي والتصوير الفوتوغرافي وذلك من أجل أن تلعب دور كبير في تحفيز الكبار والأطفال على الاطلاع والمعرفة وتنمية مواهبهم الفنية بطريقة دائمة وصحيحة، هذا وتحتوي على قسم مخصص للأطفال وصالتين لعرض الأعمال الفنية، إذ يتم تنظيم مختلف الفعاليات الثقافية وورش العمل في برنامج نشاطات يدوم على مدار العام.

## أقسام المكتبة
تم تخصيص 70% من مساحة المكتبة للمعارض والبرامج الفنية وتضم المكتبة ثلاث أقسام رئيسية، وهي:
- قسم للزوار الكبار: يحتوي هذا القسم على كتب فنية باللغتين العربية والإنجليزية؛ مثل كتب الأزياء العراقية القديمة وكتب الحياكة والتصميم والأحجار الكريمة ومختلف الكتب الفنية، ومن جانب آخر يتوفر في هذا القسم كتب خاصة بفنون العمارة والهندسة.
- قسم للأطفال: يحتوي هذا القسم على الكتب المصوّرة وقاعات متعددة الاستخدامات وقسم مزوّد بأجهزة حاسوب حديثة لتسهيل عملية البحث والدراسة على الأطفال.
- المعرض الفني: يوجد في المكتبة معرض مخصص لعرض أعمال ولوحات فنية للفنانين على المستوى المحلي والمستوى العالمي ، وقسم آخر مخصص لعرض المحتوى الرقمي وقواعد البيانات، بما في ذلك مكتبات التصوير الرقمي.

## وصلات خارجية
- ثقاف دبي، مكتبة الصفا للفنون والتصميم
- خرائط جوجل، الموقع الرسمي للمكتبة

## أنظر أيضاَ
- مكتبة الراشدية العامة
- هيئة دبي للثقافة والفنون
- مكتبة هور العنز العامة
- مكتبة الطوار
- مكتبات دبي العامة